# ناخرودت-ویبلینگورده
ناخرودت-ویبلینگورده (به آلمانی: Nachrodt-Wiblingwerde) یک شهر در آلمان است که در مرکیشر کرایس واقع شده‌است. ناخرودت-ویبلینگورده ۶٬۷۷۱ نفر جمعیت دارد.